# Paredes de Nava
Paredes de Nava é um município da Espanha na província de Palência, comunidade autónoma de Castela e Leão, de área 128,98 km² com população de 2141 habitantes (2004) e densidade populacional de 17,76 hab/km².

## Demografia
| Variação demográfica do município entre 1991 e 2004 | Variação demográfica do município entre 1991 e 2004 | Variação demográfica do município entre 1991 e 2004 | Variação demográfica do município entre 1991 e 2004 |
| --------------------------------------------------- | --------------------------------------------------- | --------------------------------------------------- | --------------------------------------------------- |
| 1991                                                | 1996                                                | 2001                                                | 2004                                                |
| 2628                                                | 2549                                                | 2342                                                | 2293                                                |